# Gỏi măng
Gỏi măng (tiếng Thái: ซุบหน่อไม้, RTGS: sup nomai, phát âm [súp nɔ̀ː.máːj]; tiếng Lào: ຊຸບໜໍ່ໄມ້) là món ăn truyền thống của Lào / Đông Bắc Thái Lan (Isan).
Đây vốn là một món ăn phổ biến, thường được bán cùng với somtam ở Thái Lan, có các vị chua, mặn và nóng từ chanh, nước mắm, ớt khô và cơm rang. Ngoài măng, thành phần đặc trưng còn có các loại thảo mộc địa phương như yanang (Tiliacora triandra), sả và phak phaeo (Polygonum odoratum). Theo truyền thống, người ta hay ăn kèm món này với cơm nếp nóng và gà nướng (kai yang).
Ngay tại Thái Lan đã tồn tại sự nhầm lẫn đáng kể về tên gọi của món ăn, vì sup, một từ Isan mô tả loại món xà lách cay này, là một từ đồng âm của từ mượn dành cho món canh. Tên của món này thường bị viết sai chính tả là ซุปหน่อไม้, có nghĩa là "canh măng".